# Smok (Archosauria)

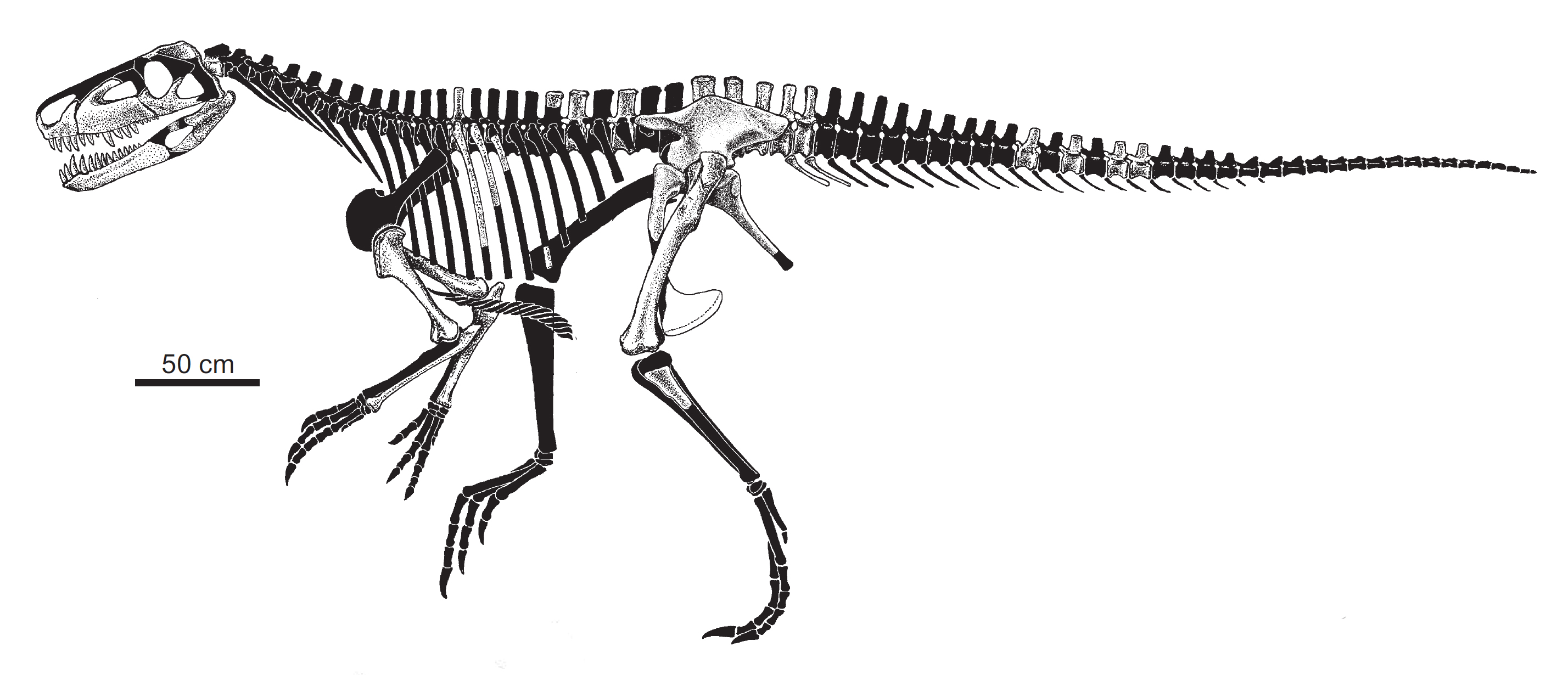
Reconstrução esquelética de um Smok wawelski

Smok (que significa "dragão" em polonês) é um gênero extinto de grande arcossauro carnívoro. Ele viveu durante o Triássico Superior. Seus restos foram encontrados em Lisowice, no sul da Polônia. A espécie-tipo é Smok wawelski (em homenagem ao Dragão Wawel, um dragão do folclore polonês) e foi nomeado em 2012. É maior do que qualquer outro arcossauro predador conhecido do final do Triássico ou início do Jurássico da Europa central. A relação de Smok com outros arcossauros ainda não foi completamente estudada.

## Descrição
Com um comprimento estimado de 5 a 6 metros (16 a 20 pés), Smok era o maior arcossauro carnívoro da Europa central em sua época. O crânio tem de 50 a 60 centímetros (20 a 24 polegadas) de comprimento.
Várias características indicam que Smok é um arcossauro, incluindo dentes serrilhados, um contato entre os ossos jugal e quadradojugal na parte de trás do crânio, um orifício na frente da cavidade ocular chamado fenestra antorbital, ossos maxilares na mandíbula superior que se conectam ao longo de seus processos palatinos, e uma projeção arredondada na parte superior do osso do fêmur.
A Caixa craniana de Smok inclui muitos recursos derivados (avançados). A mais proeminente delas é uma estrutura em forma de funil na parte inferior da caixa craniana, formada por um
osso basisfenóide arredondado. Um entalhe profundo chamado recesso de basefenóide corta a parte de trás desse funil. Acima do funil há uma área muito fina da caixa craniana que é formada por profundas
depressões nos basefenóides.
Smok tem várias características que são compartilhadas com dinossauros e arcossauros com linha de crocodilo, dificultando a classificação. Semelhanças com terópodes incluem um sulco, ou antitrocânter,
no Ílio osso do quadril que faz parte do Acetábulo (uma depressão onde a cabeça do fêmur se liga ao quadril). Smok e terópodes também têm
um trocânter anterior no fêmur. Alguns grandes terópodes compartilham com "Smok" as profundas depressões dos basefenóides na caixa craniana. Semelhanças com rauisuchians incluem um antorbital triangular
fenestra e uma conexão entre os ossos ectopterigóide e jugal do crânio que é dividido em duas projeções. O quadril de Smok tem uma crista na superfície lateral do ílio acima do acetábulo.
Esta crista é uma característica definidora dos rauisuchians, formando um contraforte sobre o fêmur e dando a esses animais uma postura ereta.
Outras características do Smok parecem excluí-lo desses grupos de arcossauros. A pré-maxila e a maxila do maxilar superior se unem intimamente, formando uma fileira contínua de dentes uniformemente
espaçados.
Os primeiros terópodes e orthosuchids têm uma lacuna sem dentes entre a pré-maxila e a maxila, distinguindo-os de Smok. Os ossos do maxilar superior dos rauisuchians não estão intimamente ligados,
deixando uma pequena abertura entre a pré-maxila e a maxila que não é vista em Smok. Ao contrário de muitos pseudosuchids e terópodes, "Smok" não possui áreas pneumáticas, ou bolsas de ar, na caixa craniana.
Isso também tem várias características que o ligam aos primitivos arcossauromorfos, incluindo a presença de um osso pós-frontal no crânio e um acetábulo fechado no quadril.

## Descoberta e nomeação
Smok foi encontrado em uma localidade perto da vila de Lisowice, data do Noriano até Reciano. Esta área era conhecida por conter fósseis do Triássico desde que foi formalmente descrita em 2008.
O primeiro material de Smok, a mandíbula e fragmentos do crânio, foi descoberto em 2007. Foi descrito pela primeira vez em 2008 como um dinossauro terópode com base em características em sua caixa craniana e osso frontal.
O material também foi pensado para representar dois indivíduos.
Foram observadas semelhanças entre a caixa craniana do animal e a de allossauros. Quando a descoberta foi anunciada pela primeira vez, foi chamada de "o Dragão de Lisowice" e supostamente era
o primeiro membro de uma linha de dinossauros que levou a Tyrannosaurus rex.
Ossos de outras partes do corpo foram encontrados em 2009 e 2010. Cinco pegadas feitas por um arcossauro de três dedos – presumivelmente um dinossauro terópode – foram encontradas em rochas que estavam 1 metro (3,3 pé) acima da
camada onde Smok foi encontrado.
As pegadas podem pertencer a Smok, mas a falta de ossos do pé no esqueleto torna essa associação incerta.
Smok é conhecido a partir do holótipo ZPAL V.33/15, uma caixa craniana parcialmente completa que está associada a um esqueleto
parcialmente preservado, incluindo ossos craniano e pós-craniano dos referidos materiais ZPAL V.33/16-56, 97-102, 295-314, 434 e 507. Todos os espécimes foram encontrados no mesmo local de formação
(Lipie Slaskie poço de barro) e provavelmente representam um único indivíduo. Foi nomeado pela primeira vez por Grzegorz Niedzwiedzki, Tomasz Sulej e Jerzy Dzik em 2012 após o mitológico dragão polonês do mesmo nome
que vivia em uma caverna perto do local da escavação. A caverna ficava em Wawel Hill, o homônimo da espécie-tipo S. wawelski.

## Paleoecologia
Smok foi o maior predador em seu ambiente. Outros grandes arcossauros predadores incluíam o dinossauro Liliensternus e os rauisuchídeos Polonosuchus e Teratosaurus, mas esses
animais eram muito menores que o Smok' '. Foi um dos maiores arcossauros do mundo durante o Triássico Superior, e os arcossauros maiores não apareceram até depois do Jurássico Inferior. Smok viveu
ao lado de pequenos arcossauros carnívoros dinosauromorphos e poposauróides, e grandes dicinodontes herbívoros.

## Paleobiologia
Exames de coprólitos atribuídos a Smok por Martin Qvarnström "et al.", indicam que este arcossauro foi capaz de esmagar ossos. Com base no exame dos fragmentos ósseos dentro dos coprólitos, a capacidade
de Smok de reter alimentos dentro de seu sistema digestivo variou consideravelmente com base na disponibilidade de presas e no tipo de alimento. A mistura variável de ossos, alguns pertencentes a peixes,
outros a dicinodontes e temnospondylis indica que Smok era um predador generalizado. Dentes deste arcossauro também foram descobertos a partir desses fósseis, indicando que ele pode ter engolido seus
próprios dentes quebrados durante a alimentação. As grandes quantidades de osso na dieta indicam que o sal e a medula dos ossos de herbívoros e outras presas eram um componente importante na dieta do
arcossauro; um comportamento importante muitas vezes ligado a predadores mamíferos modernos, mas raramente estudado em antigos répteis arcossauros. As descobertas foram publicadas na revista "Scientific Reports"
em 2019.